# Rudolf Eichhorn (Politiker, 1853)

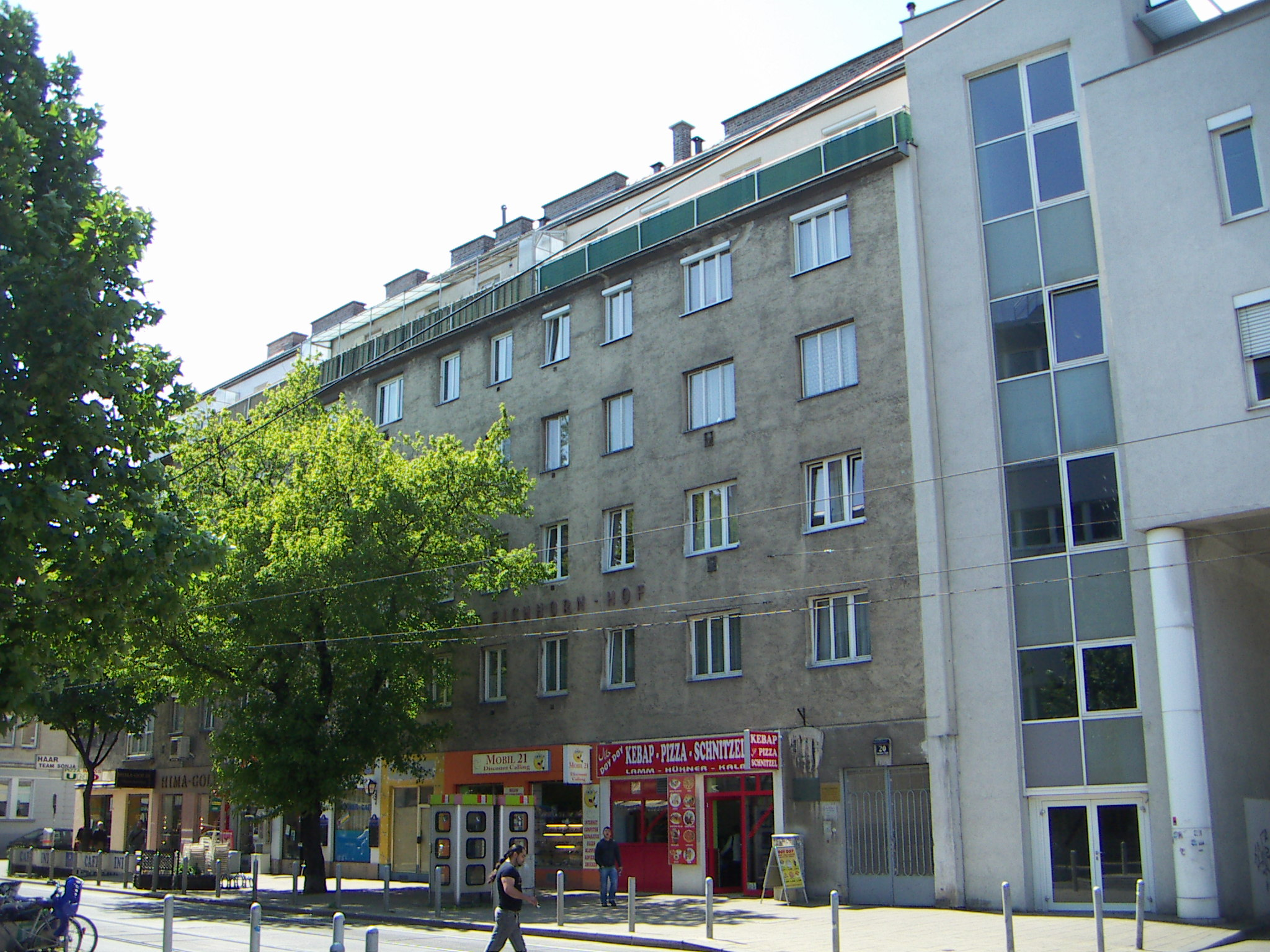
Rudolf-Franz-Eichhorn-Hof in Floridsdorf

Rudolf Franz Eichhorn CRSA (* 29. November 1853 in Kleinpoppen; † 7. Februar 1925 in Wien) war österreichischer Pfarrer und Reichsratsabgeordneter.

## Leben
Der Bauernsohn besuchte das Akademische Gymnasium in Wien und das Staatsgymnasium in Krems an der Donau. Eichhorn wurde Ordenspriester der Augustiner-Chorherren des Stiftes Klosterneuburg. Nach seiner Priesterweihe 1879 wirkte als Kooperator in Heiligenstadt und Floridsdorf. 1883 und 1888 veröffentlichte er die Ergebnisse seiner Rundfragen an Pfarrer in Fabriksorten. Ab 1887 wirkte Eichhorn als Pfarrverweser in der Patronatskirche St.-Jakob-Kirche im Arbeiterbezirk Floridsdorf, 1889 Pfarrer in Höflein an der Donau in Klosterneuburg, ab 1895 in Nußdorf, wo er fast 30 Jahre wirkte. Zuletzt lebte er im Jedleseer Herrschaftshaus, wo er auch starb.
Er wurde am Jedleseer Friedhof bestattet.
Eichhorn war von 1888 bis 1890 Reichsratsabgeordneter und gehörte dem Kreis um Freiherr Karl von Vogelsang an.

## Publikationen
- Die weißen Sklaven der Wiener Tramway-Gesellschaft. Wien 1885.
- Über die Sklavennot der Fabriksarbeiterschaft von Floridsdorf und Umgehung. Wien 1886.
- mit Rudolf Kuppe: Pfarrer Eichhorn zur Arbeiterfrage. Eine Auslese aus seinen Schriften. Typhographische Anstalt, Wien 1927.
- Der göttliche Liebesplan. Verlag der Christlichen Gefangenenhilfe, Celle 1928.